# مارفن بوش
مارفن بوش (بالإنجليزية: Marvin P. Bush)‏ هو شخصية أعمال أمريكي، ولد في 22 أكتوبر 1956 في مدلاند في الولايات المتحدة.

## وصلات خارجية
- مارفن بوش على موقع إن إن دي بي (الإنجليزية)